# Rui Duarte de Barros
Rui Duarte de Barros (n. 18 februarie 1960, Guineea-Bissau, Guineea Portugheză⁠(d)) este un economist și politician din Guineea-Bissau, care ocupă funcția de prim-ministru al Guineei-Bissau începând cu 17 ianuarie 2024. Anterior, a fost ministru al Economiei și Finanțelor și a deținut funcția de prim-ministru de tranziție între 16 mai 2012 și 3 iulie 2014, în urma unei lovituri de stat militare.

## Carieră
Duarte de Barros s-a format ca inginer în Havana, Cuba. Între 2001 și 2003, a fost secretar de stat pentru Trezorerie, apoi ministru de finanțe. În 2003, a devenit comisarul Guineei-Bissau pentru Uniunea Economică și Monetară Vest-Africană, funcție pe care a deținut-o până în 2011.
În urma unei lovituri de stat din aprilie 2012, Comandamentul Militar a semnat un acord de tranziție politică cu 36 de partide politice, excluzând fostul partid de guvernământ PAIGC. Drept urmare, Duarte de Barros – membru al Partidului pentru Reînnoirea Socială – a fost numit prim-ministru de tranziție la 16 mai 2012. Carlos Gomes Júnior, fostul prim-ministru, s-a opus numirii lui Duarte de Barros, declarând că „este un guvern pe care nu îl recunoaștem”. Următorul prim-ministru a fost ales în urma alegerilor generale din Guineea-Bissau din 2014.
În decembrie 2023, președintele Umaro Sissoco Embaló a dizolvat parlamentul din cauza unei presupuse tentative de lovitură de stat. Ulterior, l-a reconfirmat pe Geraldo Martins⁠(d) în funcția de prim-ministru, însărcinându-l cu formarea unui nou guvern; Martins fusese prim-ministru din momentul victoriei coaliției PAI-Terra Ranka, condusă de PAIGC, în alegerile din iunie 2023. La 20 decembrie, Sissoco Embaló l-a revocat pe Martins și l-a numit pe Duarte de Barros prim-ministru. La acel moment, Duarte de Barros era președintele Consiliului Administrativ al Adunării Populare Naționale, precum și deputat din partea PAIGC.

## Viață personală
Este căsătorit și are doi copii.